# Municipio de Monroe (condado de Clark)
El municipio de Monroe (en inglés: Monroe Township) es un municipio ubicado en el condado de Clark en el estado estadounidense de Indiana. En el año 2010 tenía una población de 5402 habitantes y una densidad poblacional de 37,21 personas por km².

## Geografía
El municipio de Monroe se encuentra ubicado en las coordenadas 38°32′50″N 85°46′33″O / 38.54722, -85.77583. Según la Oficina del Censo de los Estados Unidos, el municipio tiene una superficie total de 145.18 km², de la cual 144,46 km² corresponden a tierra firme y (0,5 %) 0,72 km² es agua.

## Demografía
Según el censo de 2010, había 5402 personas residiendo en el municipio de Monroe. La densidad de población era de 37,21 hab./km². De los 5402 habitantes, el municipio de Monroe estaba compuesto por el 97,37 % blancos, el 0,85 % eran afroamericanos, el 0,09 % eran amerindios, el 0,22 % eran asiáticos, el 0,24 % eran de otras razas y el 1,22 % eran de una mezcla de razas. Del total de la población el 0,78 % eran hispanos o latinos de cualquier raza.